# Tin Tin Out
I Tin Tin Out sono stati un duo musicale britannico di musica dance, attivo dal 1994 al 2003.
Nel corso della loro carriera hanno pubblicato due album, Always e Eleven to Fly, rispettivamente del 1998 e del 1999, e numerosi singoli che hanno raggiunto ragguardevoli posizioni nella classifica britannica.
Hanno collaborato anche con artisti di fama come Tony Hadley e Emma Bunton, con la quale hanno pubblicato il singolo What I Am nel 1999, che ha raggiunto il secondo posto della classifica britannica dei singoli.
Hanno anche realizzato svariati remix di gran rilevanza per artisti come Sting per la canzone After the Rain Has Fallen, i Pet Shop Boys per Paninaro'95 e i Simply Red per Home.
Sotto contratto per l'etichetta discografica VC, le loro canzoni sono state inserite in innumerevoli compilation di musica dance.

## Discografia

### Album in studio
- 1998 – Always
- 1999 – Eleven to Fly

### Singoli
- 1994 – The Feeling (feat. Sweet Tee)
- 1995 – Always (Something There to Remind Me) (feat. Espiritu)
- 1997 – All I Wanna Do
- 1997 – Dance with Me (feat. Tony Hadley)
- 1997 – Strings for Yasmin
- 1998 – Here's Where the Story Ends (feat. Shelley Nelson)
- 1998 – Sometimes (Shelley Nelson)
- 1998 – Eleven to Fly (feat. Wendy Page)
- 1999 – What I Am (feat. Emma Bunton)
- 2000 – Anybody's Guess (feat. Wendy Page)